# Galicia
Galicia (în galiciană Galicia sau Galiza, în spaniolă Galicia) este o comunitate autonomă situată în nord-vest a Peninsulei Iberice și a stabilit ca o comunitate autonomă din Spania.
Din punct de vedere istoric, Galicia este urmașul Gallaecia Romana care includea și părți din Castilia de vest din zilele noastre și Portugalia. 
Principalele orașe sunt Vigo, A Coruña, Pontevedra, Lugo, Ferrol, Ourense și Santiago de Compostela, capitala. Galicia este divizată în patru provincii: A Coruña, Ourense, Pontevedra și Lugo.
Din punct de vedere geografic, cea mai importantă funcție a Galiciei este prezența a multe spații în formă de fiord pe coasta de nord și de vest. Acestea sunt numite rias și sunt divizate în Rías Altas și Rías Baixas.  Mare parte din populație locuiește lângă Rías Baixas, unde se află mai multe centre urbane ca Vigo și Pontevedra. Rias sunt importante pentru pescuit, transformând coasta Galiciei în una dintre cele mai importante zone de pescuit din lume. Peisajul spectacular al coastei și multele plaje atrag un număr mare de turiști.
Înăuntrul regiunii este mai puțin populat. Orașele sunt puține și depărtate unul fată de celălalt (Ourense, Lugo, Verín, Monforte de Lemos, A Rúa), dar există multe sate. Terenul este format dintr-un lanț de munți joși, traversate de râuri mici care nu sunt navigabile, dar care produc putere hidroelectrică. De fapt, Galicia are atât de multe râuri mici de a fost numită "țara celor 1000 de râuri."  Cele mai importante râuri sunt Miño și Sil, care are un canion spectacular. Munții din Galicia nu sunt înalți dar servesc la izolare populației rurale și descurajarea dezvoltării interiorului. Cel mai înalt munte este Trevinca (2000 m) aproape de granița estică cu León.
Galicia este o comunitate a contrastului economic. În timp ce coasta de vest, cu marile sale aglomerări urbane,și cu industriile sale de pescuit și de producție, este prosperă și crește în populație, hinterlandu-ul rural - provinciile Ourense și Lugo - suferă de defecte de vârstă, populație necalificată și terenuri mici, neviabile, numite minifundios.

## Demografie

### Structura națională
Conform Institutului Național de Statistică și a bazei de date de la Recensământul din 2006, Galicia are 2,783,100 locuitori înregistrați, repartizați astfel: 1,138,474 în A Coruña, 355.406 în Lugo, 336.002 în Ourense și 953.218 în Pontevedra. Cele mai importante orașe din regiune, care servesc ca și centre administrative ale provinciei sunt: Vigo, Pontevedra (în Pontevedra), Santiago de Compostela, A Coruña, Ferrol (în A Coruña), Lugo (în Lugo) și Ourense (în Ourense). Se estimează un număr de trei milioane de galicieni care au emigrat în alte regiuni din Spania precum și din Argentina. Există de asemenea un număr mare de galicieni în Uruguay, Venezuela, Cuba, Brazilia, Mexic și câteva țări europene (Elveția, Germania, Franța). Țările de Jos și Marea Britanie au fost destinații importante ale emigrării galicienilor în anii ‘60/ ’70. Locuitorii Galiciei sunt denumiți galegos (spaniolă "gallegos").  Imigrația galiciană s-a dezvoltat mult spre America de Sud, în special în Brazilia și Argentina. În țările vorbitoare de spaniolă din America Latină, spanioli sunt câteodată numiți gallegos.
Organizarea teritoriala a Galiciei este diferită de restul Spaniei. Teritoriul fiecărui municipiu este împărțit în parohii, iar acestea la rândul lor în sate sau locuri. O rată mare de dispersie a populației, alături de un număr mare de locuitori, explică faptul că 50% din entitățile Spaniei sunt localizate în Galicia, ocupând doar 5,8% din suprafață. Dintre străinii rezidenți în Galicia, 17,93% sunt portughezi, 10,93% sunt columbieni și 8,74% sunt brazilieni. Populația Galiciei este concentrată în principal în zonele de coastă, în zonele din Baixas Rias și Ártabro Golf (zonele metropolitane din La Coruña și Ferrol), fiind cel mai dens populate. Vigo este cel mai populat oraș din Galicia.

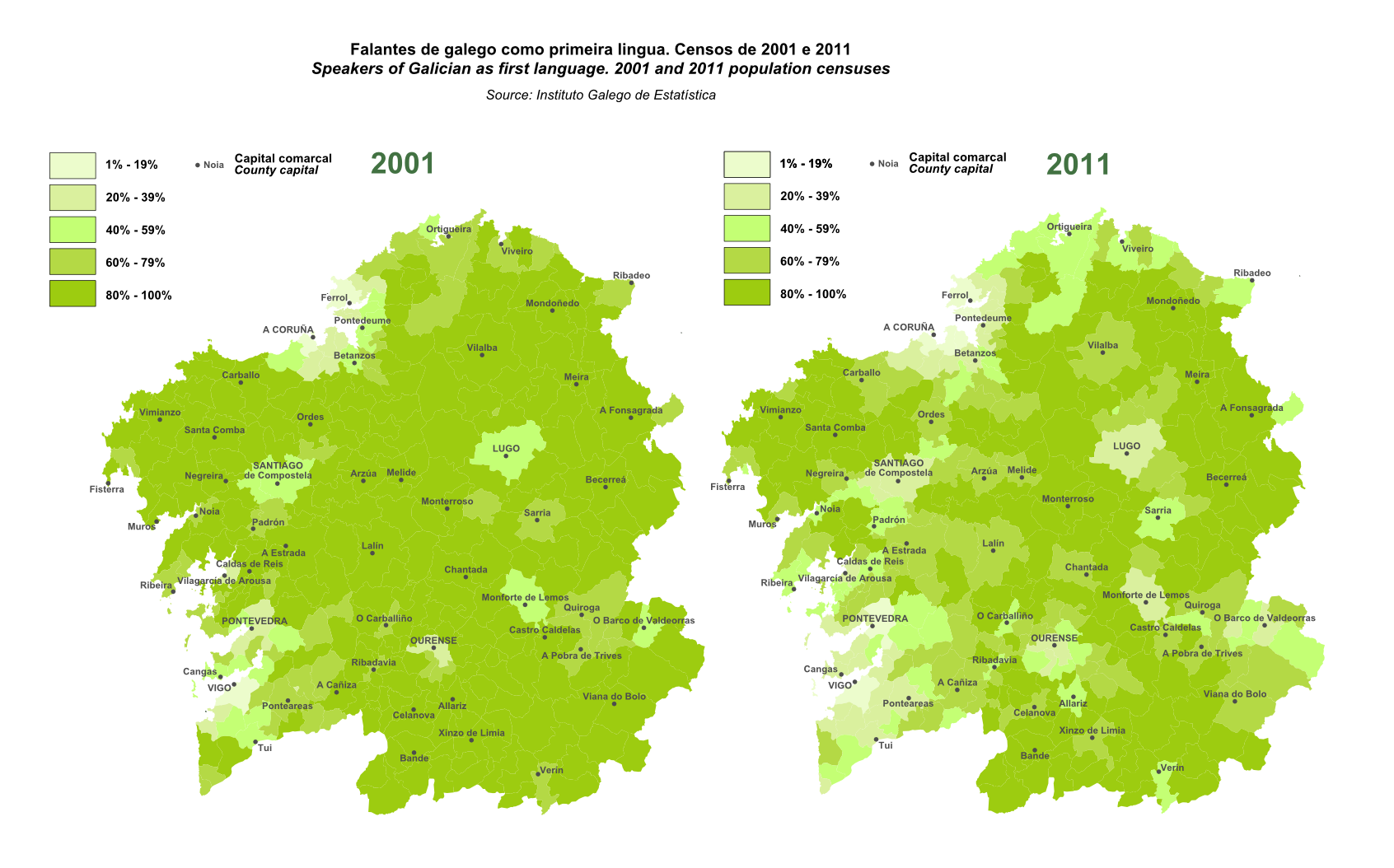
Distribuția vorbitorilor de limbă galiciană după municipalități, conform Institutului Galician de Statistică, 2001. În general, procentajul este mai mic în zonele urbane

Limbile oficiale ale comunității autonome sunt galiciană, sau galego (în spaniolă gallego) și castelană. Spaniolă sau castelană este vorbită ca și prima limbă de către tineretul urban, în timp ce Galego este des prima limbă pentru populația rurală. Ambele limbi au statut oficial și sunt predate în școli. Chiar dacă nu toată populația vorbește Galego (în A Coruña doar 72%), majoritatea o înțeleg (în Ourense 95%). Potrivit unui recensământ IGE din mai puțin de 40% pot să scrie în limba lor. Galiciana este des considerată ca și un dialect al portughezei. De fapt, din punctul de vedere strict lingvistic, galiciană, portugheză și braziliană sunt trei codialecte. Astăzi sunt două tendințe în Galicia în domeniul normei ortografice: cea care urmează ortografia spaniolă (oficială) și cea istorică, comună cu altele variante de portugheză (sau galiciană-portugheză).Cunoașterea limbii galiciene, dupa mulți ani de declin datorită presiunii și persecuțiilor spaniole, este iar în creștere datorită politicilor favorabile și a sprijinului popular. În prezent, aproximativ 82% din populația Galiciei știe galiciana și aproximativ 61% din această are limba galiciană ca limbă maternă. Alte zone unde se vorbește galiciana sunt situate în provinciile spaniole: Asturie și Leon și Zamora din Comunitatea Autonomă a Castiliei și Leon.

### Evoluție

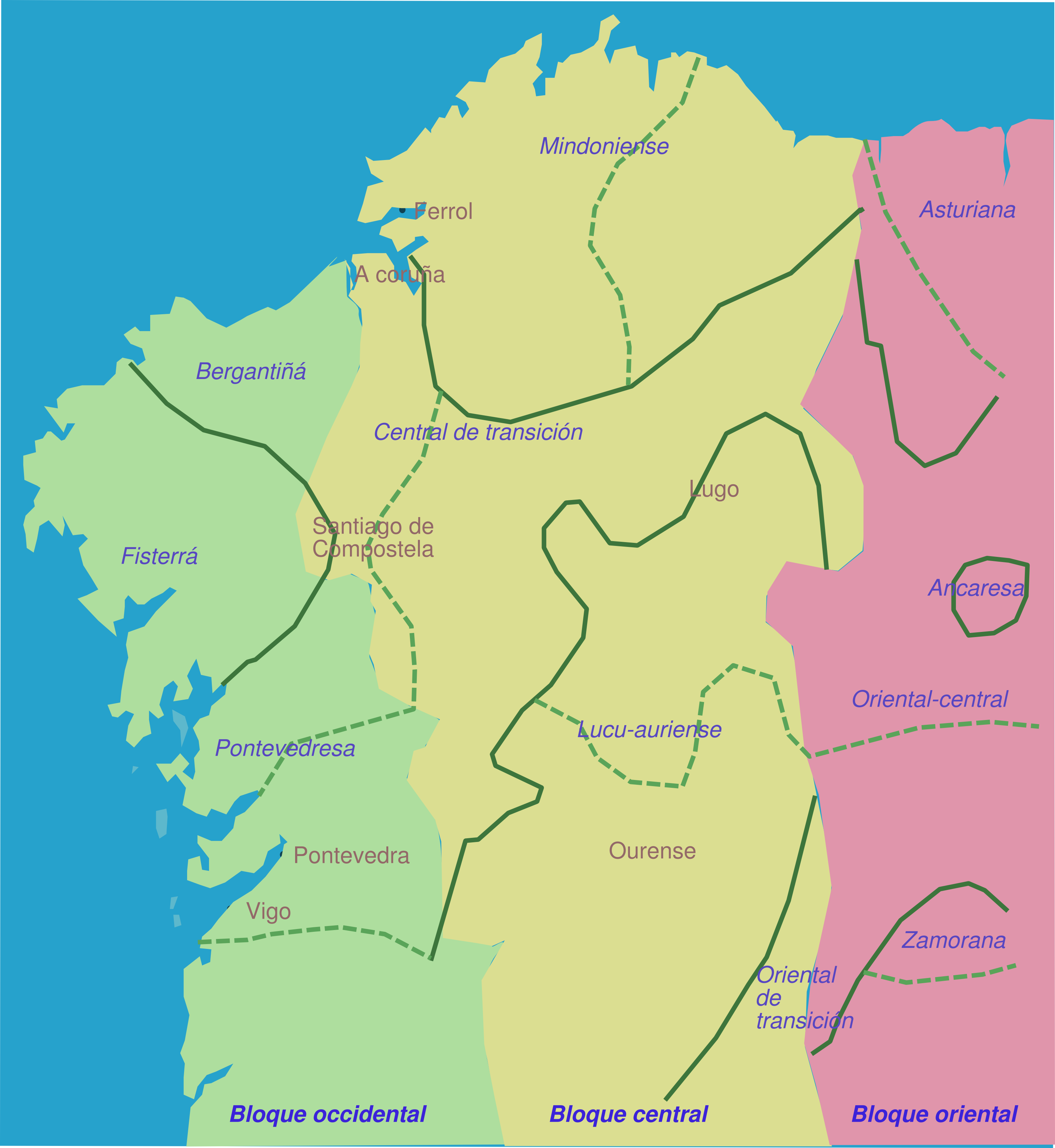
Harta lingvistică a Galiciei

De mai bine de un secol, Galicia a crescut mai încet decât restul Spaniei, fapt datorat în mare parte emigrării populației în America Latină și în alte regiuni ale Spaniei. În 1857 avea cea mai densă populație din întreaga Spanie, reprezentând 11,49% din populația națională. Începând din 2007, doar 13,6% din populația spaniolă locuiește în comunitatea autonomă. Conform recensământului din 2006, Galicia are o rată de fertilitate de 1,03 copii de femeie, față de 1,38 la nivel național, fiind astfel cu mult sub 2,1, care reprezintă indicele pentru o populație stabilă. Din 1999 numărul de nașteri din Galicia a fost în creștere, astfel încât, în 2006 au fost înregistrate 22.392 nașteri, cu 300 mai mult decât în 2005, conform Institutului de Statistică din Galicia. Din 1981 speranța de viață a crescut cu 5 ani în Galicia, datorită îmbunătățirii condițiilor de trai.
- Natalitatea (2006): 7,9 la 1,000  / (Spania: 11.0 la 1000)
- Rata de deces (2006): 10,8 la 1.000 /  (Spania: 8.4 la 1000)
- Speranța de viață la naștere (2005): 80,4 ani  / (Spania: 80,2 ani)
- Masculin: 76,8 ani /  (Spania: 77.0 ani)
- Feminin: 84,0 ani /  (Spania: 83.5 ani)

| Populația | 1,776,879 | 1,894,558 | 1,980,515 | 2,063,589 | 2,124,244 | 2,230,281 | 2,495,860 | 2,604,200 |
| Procentaj | 11.49%    | 10.79%    | 10.64%    | 10.32%    | 9.93%     | 9.42%     | 9.59%     | 9.26%     |
|           | 1960      | 1970      | 1981      | 1991      | 1996      | 2001      | 2006      | 2011      |
| Populația | 2,602,962 | 2,583,674 | 2,753,836 | 2,720,445 | 2,742,622 | 2,732,926 | 2,767,524 | 2,795,422 |
| Procentaj | 8.51%     | 7.61%     | 7.30%     | 6.90%     | 6.91%     | 6.65%     | 6.19%     | 5.92%     |

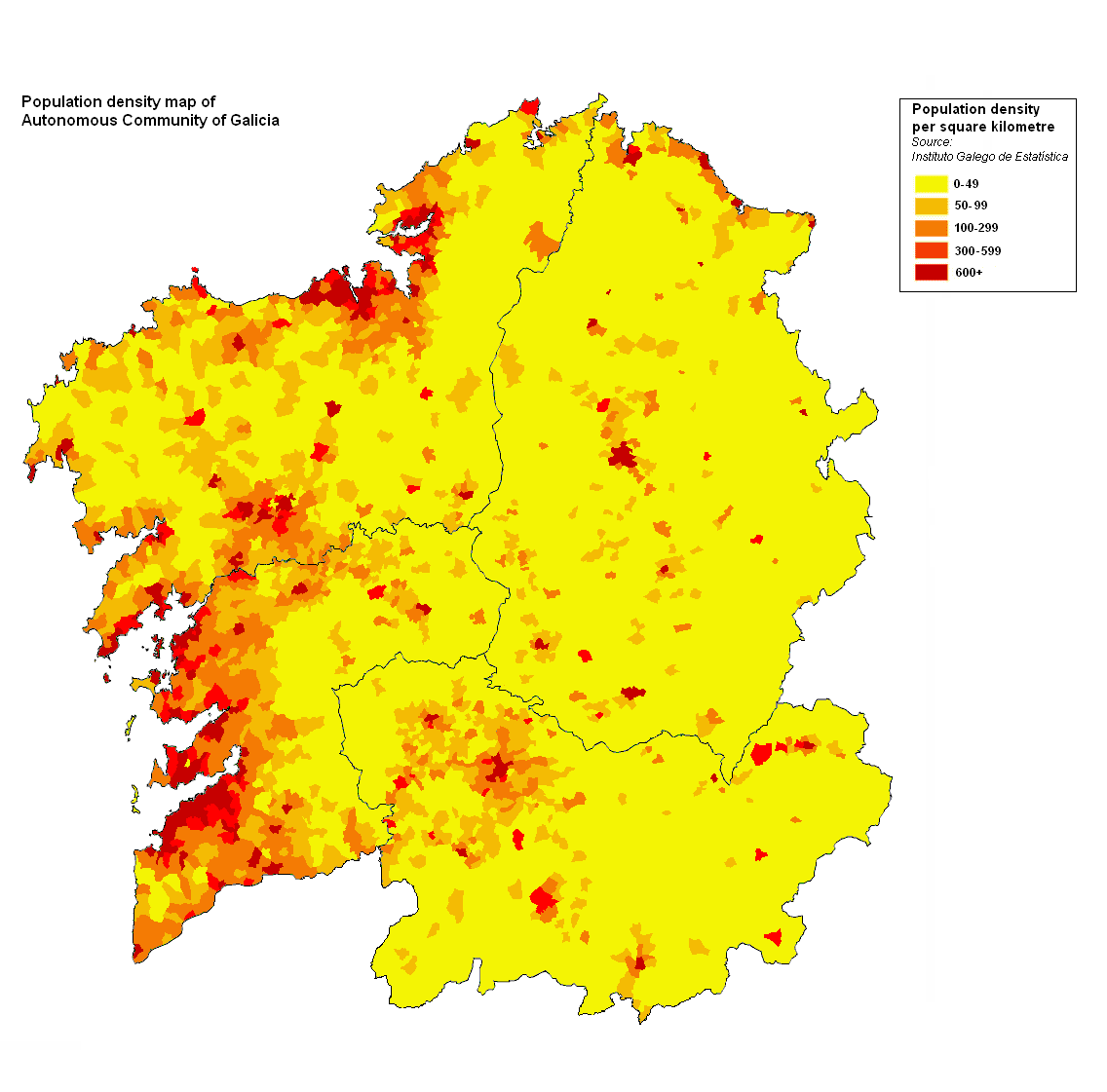
Harta densității populației din Galicia

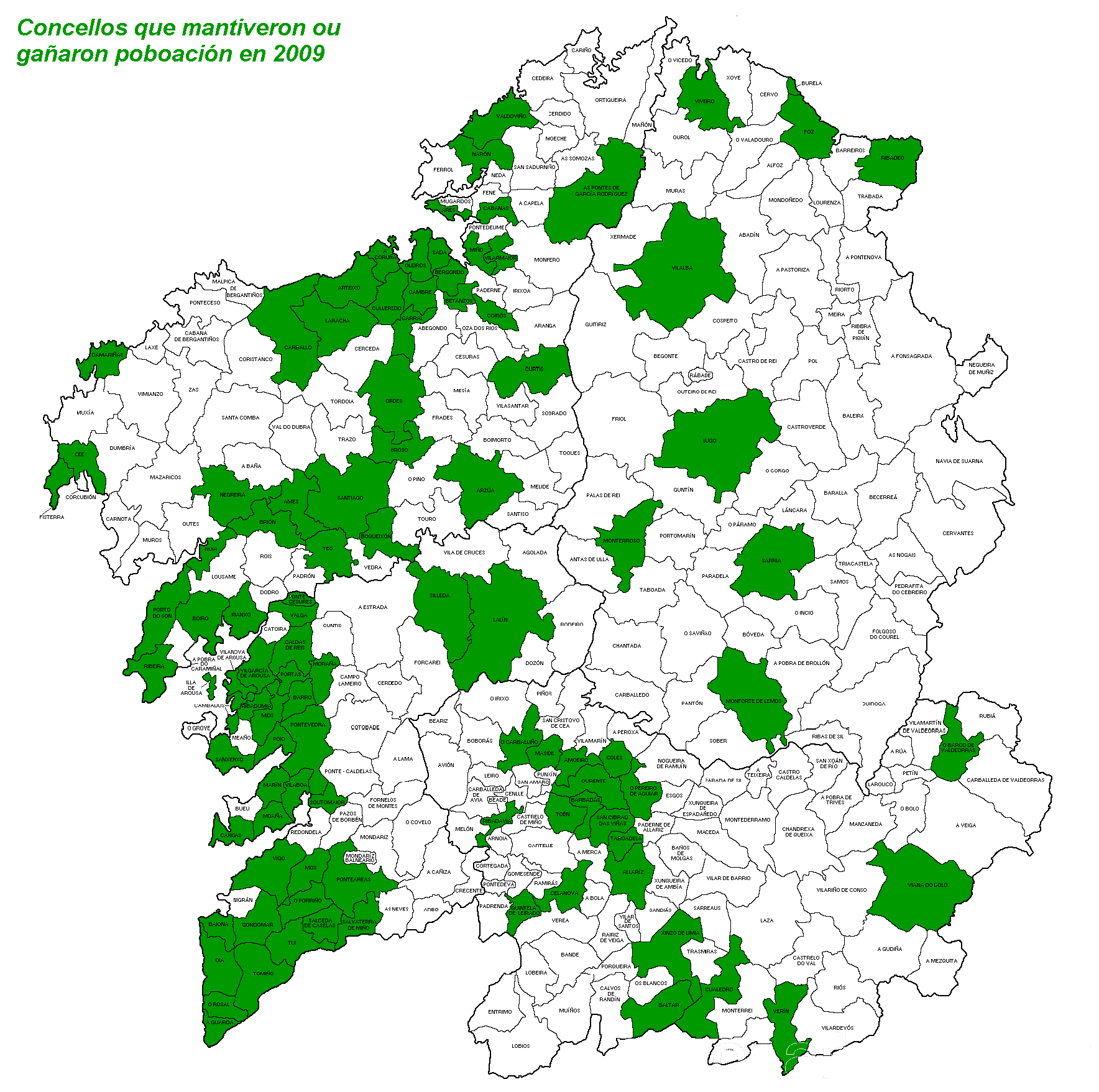
Localități în Galicia care au dobândit sau reținut populație în 2009

Patrimoniul celtic al Galiciei este des menționat, mai ales în literatura galiciană. De fapt, numele Galicia vine de la numele tribului celtic antic care s-a așezat aici, Gallaeci.